# Pieve San Giacomo
Pieve San Giacomo (lombardul: Pief San Giacum) település Olaszországban, Lombardia régióban, Cremona megyében. Lakosainak száma 1592 fő (2023. január 1.). Pieve San Giacomo Cella Dati, Derovere, Vescovato, Cappella de’ Picenardi, Cicognolo és Sospiro községekkel határos.

## Népesség
A település lakossága az elmúlt években az alábbi módon változott:
| Lakosok száma | 1616 | 1586 | 1590 | 1592 |
|               | 2013 | 2017 | 2018 | 2023 |